# Hartmannellidae
Famille
Les Hartmannellidae sont une famille d'amibes de l'ordre des Euamoebidés (classe des Tubulinés).

## Étymologie
Le nom de la famille vient du genre type Hartmannella, dédié au protozoologiste allemand M. Hartmann (1876-1915).

## Description
Les Hartmannellidae sont des amibes uninucléées, monopodiales avec un pseudopode cylindrique lorsqu'elles sont actives. La plupart des formes flottantes sont dépourvues de pseudopodes rayonnants. Leur noyau contient un nucléole central proéminent.
Le genre type Hartmannella a une forme locomotrice monopodiale avec une zone hyaline antérieure proéminente. Sa locomotion est régulière, non éruptive. Son cytoplasme est dépourvu de cristaux cytoplasmiques proéminents mais contient fréquemment de nombreux petits cristaux. Il possède souvent une vacuole contractile. Il forme des kystes bilaminaires ronds ou légèrement ovales et lisses.
Son ultrastructure consiste en un glycocalyx mince d'environ 12,5 µm de diamètre, parfois avec des structures de surface en forme de coupe. Ses mitochondries, s'allongent parfois.

## Habitat et répartition
Le genre type Hartmannella vit en en douce et en milieu marin, milieux dans lesquels il est largement répandu.

## Liste des genres
Selon IRMNG (31 janvier 2025) :
- Cashia Cashia Page, 1974
- Copromyxa Zopf, 1884
- Copromyxella Raper, Worley & Kurzynski, 1978
- Glaeseria Volkonsky, 1931
- Hartmannella Alexeieff, 1912 genre type
  - Espèce type : Hartmannella hyalina (Dangeard, 1900)
- Hartmannia Alexeieff, 1912 emend. Page, 1974
- Hartmannina Chatton in Grassé, 1953
- Ptolemeba Watson, Sorrell & Brown, 2014
- Saccamoeba Frenzel, 1897

## Systématique
Le nom valide de ce taxon est Hartmannellidae Volkonsky (d), 1931.
Cette famille a été initialement créée comme une sous-famille des Amoebidae sous le taxon Hartmannellinae.
Hartmannellidae a pour synonymes :
- Copromyxaceae Olive & Stoianovitch, 1975[4]
- Copromyxidae Olive & Stoianovitch, 1975[4]
- Hartmannellinae Volkonsky, 1931[5]

### Publication originale
- M. Volkonsky, « Hartmannella castellanii Douglas et classification des Hanmannelles », Archives de zoologie expérimentale et générale, Paris, Librairie Le Soudier, vol. 72, no 3,‎ 1er octobre 1931, p. 317-339 (ISSN 0003-9667 et 2419-6347, OCLC 1482076, lire en ligne).